# Melissa (mitologia)
|  | Per a altres significats, vegeu «Melissa (desambiguació)». |

En la mitologia grega, Melissa (en grec antic Μέλισσα) pot referir-se a les següents dones:
- Melissa, una nimfa que va descobrir i ensenyar l'ús de la mel,[1] i de la qual es creia que les abelles rebien el seu nom, μέλισσαι.[2] Sembla que les abelles eren el símbol de les nimfes, per la qual cosa a vegades s'anomenen Melissae, i de vegades es diu que s'han metamorfosat en abelles.[2][3] Per això també es diu que les nimfes en forma d'abelles van guiar els colons que anaven a Efes;[4] i les nimfes que van alletar l'infant Zeus s'anomenen Melissae o Meliae.[5][6][7]
- Melissa, filla del rei cretenc Melissus, que, juntament amb la seva germana Amaltea, va alimentar Zeus amb llet de cabra.[8] Pot ser la mateixa que la Melissa anterior.
- Melissa, filla d' Epidamne i mare de Dyrrhachius per Posidó. El seu pare i el seu fill van donar el seu nom a la ciutat d'Il·líria que es va anomenar Epidamnos i més tard Dyrrhachium[9]

El nom de Melissae va ser transferit per anomenar a les sacerdotesses en general, però més especialment a les de Demèter, Persèfone, i a la sacerdotessa de l'Apol·lo de Delfos. Segons els escolis de Pindare i Eurípides, les sacerdotesses van rebre el nom de Melissae per la puresa de l'abella.